# 컬러풀 대구 여자 핸드볼단
대구 광역시청 WHC(Daegu Metropolitan Government Women's Handball Club)는 대한민국 대구광역시에 있는 핸드볼 선수단이다. 대구광역시체육회가 운영하는 여자 세미프로 핸드볼단이며, 1984년창단되었다.

## 기록
- 동아시아 클럽 선수권 대회 우승(2017)

## 참고 문헌
- “스포츠지원포털 등록 현황”. 대한체육회.